# Phoriospongia syringiana
Phoriospongia syringiana är en svampdjursart som först beskrevs av Thomas Whitelegge 1906.  Phoriospongia syringiana ingår i släktet Phoriospongia och familjen Chondropsidae. Inga underarter finns listade i Catalogue of Life.